# Seznam prezidentů Gambie
Toto je seznam prezidentů Gambie.

Vlajka gambijského prezidenta
Poměr stran: 3:4

V následující tabulce jsou uvedeni všichni prezidenti, kteří stáli v čele země od roku 1970, kdy byla vyhlášena Gambijská republika.

## Seznam prezidentů
- PPP – Lidová pokroková strana
- AFPRC – Prozatímní vládnoucí rada ozbrojených sil
- APRC – Aliance pro vlastenecké přeorientování a výstavbu

| # | Fotografie                          | Jméno               | Nástup do úřadu   | Odchod z úřadu    | Strana                  | Poznámky                        |
| - | ----------------------------------- | ------------------- | ----------------- | ----------------- | ----------------------- | ------------------------------- |
| 1 |                                     | Dawda Jawara        | 24. dubna 1970    | 30. července 1981 | PPP                     |                                 |
| - | Obrázek této osoby není k dispozici | Kukoi Samba Sanyang | 30. července 1981 | 5. srpna 1981     | armáda                  | předseda Národní revoluční rady |
| 1 |                                     | Dawda Jawara        | 5. srpna 1981     | 22. července 1994 | PPP                     |                                 |
| - |                                     | Yahya Jammeh        | 22. července 1994 | 18. října 1996    | armáda (do 1996)        | do r. 1996 předseda AFPRC       |
| 2 |                                     | Yahya Jammeh        | 18. října 1996    | 21. ledna 2017    | APRC (od 1996)          |                                 |
| 3 |                                     | Adama Barrow        | 19. ledna 2017    |                   | United Democratic Party |                                 |